# XYY-szindróma
Az XYY-szindróma a nemi kromoszómák aneuploidiája. Akkor fordul elő, amikor egy férfinak minden sejtjében van egy plusz Y-kromoszómája, így kariotípusa 47,XYY.
Hasonlóan a tripla X-szindrómához, az XYY-szindróma elnevezése is helytelen, hiszen egyik esetben sincs szó betegségről, megfelelőbb kifejezés lenne az állapot.
A jelleg további elnevezései:
- Jacob-szindróma
- XYY-triszómia
- 47,XYY aneuploidia
- Szuperférfi-szindróma

Előfordulását dr. Avery A. Sandberg és mások jegyezték fel 1961-ben. Egy átlagos intelligenciájú, 183 cm magas, 44 éves férfiban fedezték fel.

## Tünetei

### Fizikai tünetek
Az XYY szindróma nem okoz szokatlan külső jegyeket vagy egészségi problémákat. Az ezzel a szindrómával élő férfiak kicsit magasabbak az átlagnál, és tipikusan pár centiméterrel magasabbak apjuknál és testvéreiknél. Nagyobb arányban fordulhat elő a csontok rendellenes fejlődése. Egyes jelentések szerint gyakrabban pattanásosak, de a dermatológusok vitatják, hogy ennek köze lenne a szindrómához. Több más jellegzetességet is a XYY szindróma hatásának tulajdonítottak (bár nem kizárólagosan), ilyen például a nagy kéz- és lábfej. A fizikai különbségek azonban annyira elhanyagolhatóak, hogy diagnózis nem alapozható rájuk.
A legtöbb XYY szindrómás férfi nemi fejlődése normális, és képesek gyermeket nemzeni.
Mivel a fizikai tünetek elhanyagolhatóak, a jelenséget rendszerint csak genetikai vizsgálat mutatja ki.

### Viselkedésbeli jellemzők
Az XYY szindrómás fiúknak nagyobb eséllyel vannak lemaradásaik a beszéd- és mozgásfejlődés terén, valamint a tanulásban. Körülbelül a felüknek van szükségük speciális oktatásra. A viselkedésbeli problémák gyakoriak, de nem egyedülállóak az XYY fiúkban, és ugyanúgy kezelhetőek, mint az XY kromoszómásokban.
XYY kariotípussal rendelkező egyéneket egy skót börtönben találtak nagy számban, amiből arra következtettek, hogy a férfi kromoszóma többlete agresszívebb jellemet eredményez. Azóta kiderült, erről nincs szó, ezen kariotípus klinikai tünetekkel nem jár. A kettőnél több humán Y-kromoszóma esetleg a mentális retardáció bizonyos fokaival jellemezhető, de más tünetet nem okoz.

## Okai és előfordulása
Az XYY szindróma nem örökölhető, rendszerint a spermiumok kialakulásakor fordul elő véletlenül. A sejtosztódás során fellépő nondiszjunkció esetében egy fölösleges Y-kromoszóma kerülhet a hímivarsejtekbe. Ha ezek bármelyike hozzájárul egy gyermek genetikai felépítéséhez, a gyermeknek minden testi sejtjében lesz egy plusz Y-kromoszómája. A fölösleges Y-kromoszóma időnként a magzati fejlődés korai szakaszában előforduló sejtosztódási hiba következményeként jelenik meg.
Előfordulása: kb. 850 férfiból egyben.